# Una moglie giapponese?
Pour plus de détails, voir Fiche technique et Distribution.
Una moglie giapponese? est une comédie dramatique ouest-germano-italienne réalisée par Gian Luigi Polidoro et sortie en 1968.

## Synopsis
Le comptable Taddei, un homme paisible et morose employé par une société d'import-export, doit soudainement partir pour l'Extrême-Orient afin de remplacer son collègue Ferrante, hospitalisé pour une crise d'appendicite. Suivant l'itinéraire prévu par son collègue, il se rend d'abord à Tokyo, où il résout le problème pour lequel il est parti, en débloquant une cargaison de poissons congelés au marché aux poissons de Yokohama. Après le travail, il découvre que son collègue, marié en Italie, a une compagne japonaise avec laquelle il a eu un enfant.
Taddei se rend ensuite à Hong Kong, alors colonie de l'Empire britannique, où il a quelques problèmes avec la police en raison d'un trafic illégal commencé par Ferrante, puis, grâce à des contacts, il est amené à rencontrer de très jeunes transfuges de la Chine communiste, exploitées comme ouvrières dans des usines textiles ou forcées à se prostituer. Taddei se rend finalement à Calcutta, avec un arrêt imprévu à Saïgon, secouée par la guerre du Viêt Nam, l'étape de son collègue pour d'autres trafics. Arrivé dans la métropole indienne, le comptable Taddei est choqué par les images de pauvreté et d'abjection. De retour chez lui, après un voyage de quatre jours seulement, il en ressort profondément troublé.

## Fiche technique
- Titre original italien : Una moglie giapponese?[1]
- Titre allemand : La moglie giapponese[2]
- Réalisation : Gian Luigi Polidoro
- Scénario : Rodolfo Sonego
- Photographie : Benito Frattari
- Montage : Eraldo Da Roma
- Musique : Nino Oliviero (it), Piero Piccioni
- Décors : Nicola Tamburro
- Costumes : Piero Mecacci
- Production : Angelo Rizzoli, Luggi Waldleitner
- Société de production : Rizzoli Film (Rome), Neue Emelka (Munich)
- Pays de production :  Italie -  Allemagne de l'Ouest
- Langue originale : italien
- Format : couleurs - 2,35:1 - Son mono - 35 mm
- Genre : comédie dramatique
- Durée : 115 minutes
- Dates de sortie : 
  - Italie : 18 octobre 1968

## Distribution
- Gastone Moschin : le comptable Taddei
- Paul Esser : Père Roberto Bardella
- Michiko Iwasaki : Yukiko Iwasaki
- Lilly Lau : Lin Chao Wang
- Huynh Thi Thanh : la fille vietnamienne
- Mario Danieli : Puricelli
- Alessandro Serra
- Marzia Ubaldi
- Luciana Scalise
- Simonetta Stefanelli : la fille de l'étang
- Renato Navarrini : commendator Zegato

## Production
Alberto Sordi a d'abord été choisi pour le rôle principal avant que Gastone Moschin ne soit finalement embauché.

## Accueil critique
Una moglie giapponese? est une comédie de voyage (italien : commedia di viaggi), un genre auquel le réalisateur Gian Luigi Polidoro et le scénariste Rodolfo Sonego se sont essayés à plusieurs reprises. Il s'agit de la seule comédie de voyage se déroulant en Extrême-Orient et, en tant que telle, elle représente un croisement entre le cinéma de mœurs et le cinéma-vérité. Contrairement aux autres films du genre, dans lesquels les étrangers comprennent souvent parfaitement la langue italienne, ici la barrière de la langue et la distance culturelle empêchent le protagoniste de comprendre directement ce qui se passe.
« Film garbato, ottimamente fotografato e in molte pagine incisivo, ma che ha i suoi limiti nella formula stessa, implicante una successione di « cose viste » e un abuso di descrizione; la quale nel caso specifico è talvolta prolissa o svenevole addirittura, e spesso fuor di rapporto col « soggetto », cioè col viaggiatore. [...] »
— Leo Pestelli dans La Stampa

« Un film agréable, excellemment photographié, incisif en de nombreuses pages, mais qui trouve ses limites dans la formule elle-même, impliquant une succession de "choses vues" et un excès de description, parfois verbeuse, voire peu descriptive, et souvent déconnectée du "sujet", c'est-à-dire du voyageur. [...] »